# Estadio Municipal Joaquín Muñoz García
El Estadio Municipal Joaquín Muñoz García es un recinto deportivo ubicado en la ciudad de Santa Cruz en la Provincia de Colchagua, Chile. Fue inaugurado en el año 1920, y es el estadio más antiguo de Chile.
Lleva el nombre en honor a Joaquín Muñoz García uno de los fundadores del Club de Deportes Santa Cruz, quien donará el terreno para la construcción de este estadio, en agradecimiento a lo que pudo lograr en el país luego de llegar de España. El recinto se encuentra ubicado en pleno centro de la ciudad, en la intersección de las calles Claudio Cancino y 21 de Mayo.

## Capacidad, iluminación e instalaciones
Cuenta con 4 grandes torres de iluminación, camarines, baños, una tribuna, dos galerías laterales y una tras el arco norte, que hacen una capacidad aproximada de 5000 personas.

## Torneos
Este recinto ha sido escenario de diversos torneos, tales como: Segunda División, Tercera División, Campeonatos Sectoriales, Campeonatos Nacionales Amateurs, Copa Chile y un partido amistoso de la Selección Chilena Sub-23. En la actualidad el Club Deportes Santa Cruz hace de local por el campeonato de Primera B.